# TVI 24
TVI24 fue un canal de televisión orientado a la información en Portugal. Sus emisiones comenzaron el 26 de febrero de 2009, días después del aniversario de TVI, como el séptimo canal de la parrilla de ZON TVCabo. Este fue el primer canal por cable de TVI. Sus emisiones finalizaron el 22 de noviembre de 2021, siendo reemplazado por CNN Portugal.

## Historia
TVI24 fuue un canal informativo de noticias las 24 horas del día perteneciente al grupo TVI que emitía en la televisión por satélite, por cable, IPTV y en línea. Sus máximos competidores en la televisión portuguesa son SIC Noticias y RTP3.
Este fue un proyecto ideado para la televisión por cable y comenzó a ser emitido en el canal 7 en un principio exclusivamente por el operador ZON TVCabo, durante más de un año, y comenzó a emitir en la plataforma MEO a partir del 1 de septiembre de 2010.
En 2011, José Alberto Carvalho se convirtió en el director del canal y también el director de información de todo el grupo TVI. Seguidamente tanto a su entrada como la de Judite Sousa, el canal de noticias de TVI sufrió un gran cambio el 9 de enero de 2012, mediante el cual se vuelve más competitivo frente a sus competidores directos y se postula como el mayor canal multimedia en Portugal.
Con este cambio, el canal dejó de tener los bloques de noticias individualizados y pasaron todos a denominarse Noticias 24, con la excepción de los programas Discurso Direto, 21ª Hora, 25ª Hora e 2ª Hora, en los cuales para ir más allá de la actualización de las noticias existe un componente de debate y rubricas. Desde 2015, a 21ª Hora es el principal programa del canal informativo. En la emisión de lunes a viernes, siempre después del Jornal das 8, se turnan en las noticias de los periodistas Ana Sofia Cardoso, José Alberto Carvalho, Judith Sousa, Pedro Pinto y Cristina Reyna.

## Cierre del canal
El 24 de mayo de 2021, se selló un acuerdo entre Media Capital, y CNN para crear CNN Portugal, mientras que el 26 de julio se activó la página web, y se inició el proceso de contratación para reforzar el equipo proveniente de TVI24.
El 22 de noviembre de 2021 a las 21:00 (WET (UTC)), TVI24 finalizó sus emisiones con un video repasando acontecimientos importantes de la emisora, dando pase a  CNN Portugal.